# Queijeiro

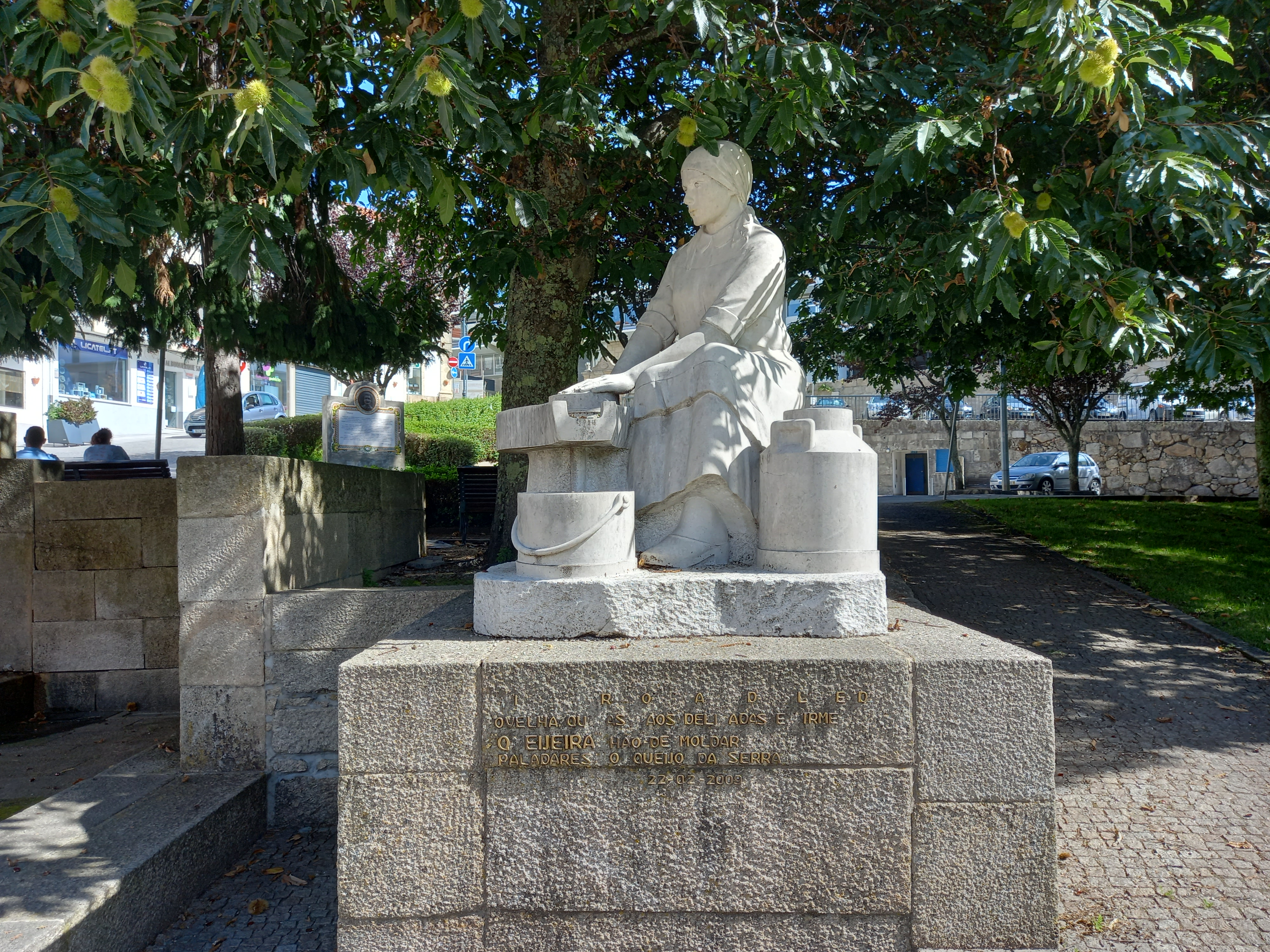
Homenagem às Queijeiras da Serra da Estrela, em Gouveia

Queijeiro é a pessoa que faz ou fabrica queijos. O processo de fabrico é muito antigo e remonta a cerca de 5.500 anos atrás. Existem evidências arqueológicas de que, por exemplo, na antiga civilização Egípcia se fabricavam queijos.
Tudo leva a crer que os primeiros queijos tenham sido feitos por povos nómadas do Médio Oriente, que guardavam o leite de ovelha e de cabra em vasilhas. A presença de ácido láctico proveniente de bactérias e os enzimas como quimosina ou coalho provocavam a fermentação do leite. 

## Diferenciação em Minas Gerais, Brasil
Queijeiro, em Minas Gerais, no Brasil, é a pessoa que coleta e distribui queijos dos pequenos produtores do interior, não a pessoa que fabrica o queijo (esse é o produtor de queijo). Essa atividade, em Minas Gerais, é em sua maior parte clandestina, pois a maior parte dos 35 mil produtores de queijo não tem registro oficial para vender queijo. O queijeiro, portanto, é a ponte entre o produtor e o comércio clandestino. O problema da clandestinidade dos queijos em Minas Gerais já foi reportagem do Globo Repórter e do Caderno Paladar do Jornal Estadão. A ONG que defende a atividade dos queijeiros e a legalização da produção de leite cru no Brasil é a SerTãoBras.